# Oliver Kohl
Oliver Martin Kohl (* 6. Juni 1964 in Hattingen) ist ein Generalmajor des Heeres der Bundeswehr und seit 28. September 2023 Amtschef des Streitkräfteamtes in Bonn.

## Militärische Laufbahn

### Ausbildung und erste Verwendungen
Oliver Kohl trat 1984 in die Bundeswehr ein und absolvierte seine Grundausbildung beim Panzerartilleriebataillon 195 in Münster. Von 1989 bis 1992 studierte er Pädagogik an der Universität der Bundeswehr Hamburg und war danach bis 1997 Zugführer in und Batteriechef der 3. Batterie des Panzerartilleriebataillons 215 in Augustdorf. Im Anschluss war er Adjutant des Divisionskommandeurs der 7. Panzerdivision in Düsseldorf. Von 1999 bis 2001 absolvierte er den 42. Generalstabslehrgang Heer an der Führungsakademie der Bundeswehr in Hamburg, wo er zum Offizier im Generalstabsdienst ausgebildet wurde.

### Dienst als Stabsoffizier
Von 2001 bis 2003 war Kohl Generalstabsoffizier 3 (Einsatzplanung) im Einsatzführungskommando der Bundeswehr in Schwielowsee und von 2003 bis 2004 Referent im Bundesministerium der Verteidigung im Führungsstab des Heeres III 2 in Bonn, bevor er Bataillonskommandeur des Panzerartillerielehrbataillons 325 in Schwanewede, später Munster, wurde. Es folgten zwei Verwendungen als Dezernatsleiter für Grundsatzangelegenheiten und als Personalführer für Offiziere im Generalstabsdienst des Heeres im Personalamt der Bundeswehr in Köln.
Von 2009 bis 2012 folgte als Oberstleutnant und Kommandeur des Artillerieregiments 100 in Mühlhausen das nächste Truppenkommando, bevor er als Leiter des Aufstellungsstabes an der Aufstellung des Ausbildungskommando des Heeres in Leipzig beteiligt war, im Anschluss wurde er dort Chef des Stabes. Von 2013 bis 2015 war er Referatsleiter Führung Streitkräfte II 5 im Bundesministerium der Verteidigung.

### Dienst als General
Im Januar 2016 wurde Oberst Kohl zum Kommandeur der Panzergrenadierbrigade 41 in Neubrandenburg ernannt. Auf diesem Dienstposten erhielt er auch die Beförderung zum Brigadegeneral. Am 10. April 2018 übergab er dieses Kommando an Oberst Andreas Durst. Am 9. Mai 2018 trat er, als Nachfolger von Konteradmiral Carsten Stawitzki, sein neues Kommando als Kommandeur der Führungsakademie der Bundeswehr an. Auf diesem Dienstposten erhielt er auch im September 2018 die Beförderung zum Generalmajor. Am 28. September 2023 trat er die Nachfolge von Franz Weidhüner als Amtschef des Streitkräfteamtes an.

### Auslandseinsätze
- 1998: Aide de Camp Chef des Stabes HQ SFOR
- 2011: Kommandeur Provincial Reconstruction Team Fayzabad, ISAF

## Privates
Oliver Kohl ist verheiratet und hat zwei Kinder.